# Oktoberfest Santa Cruz do Sul

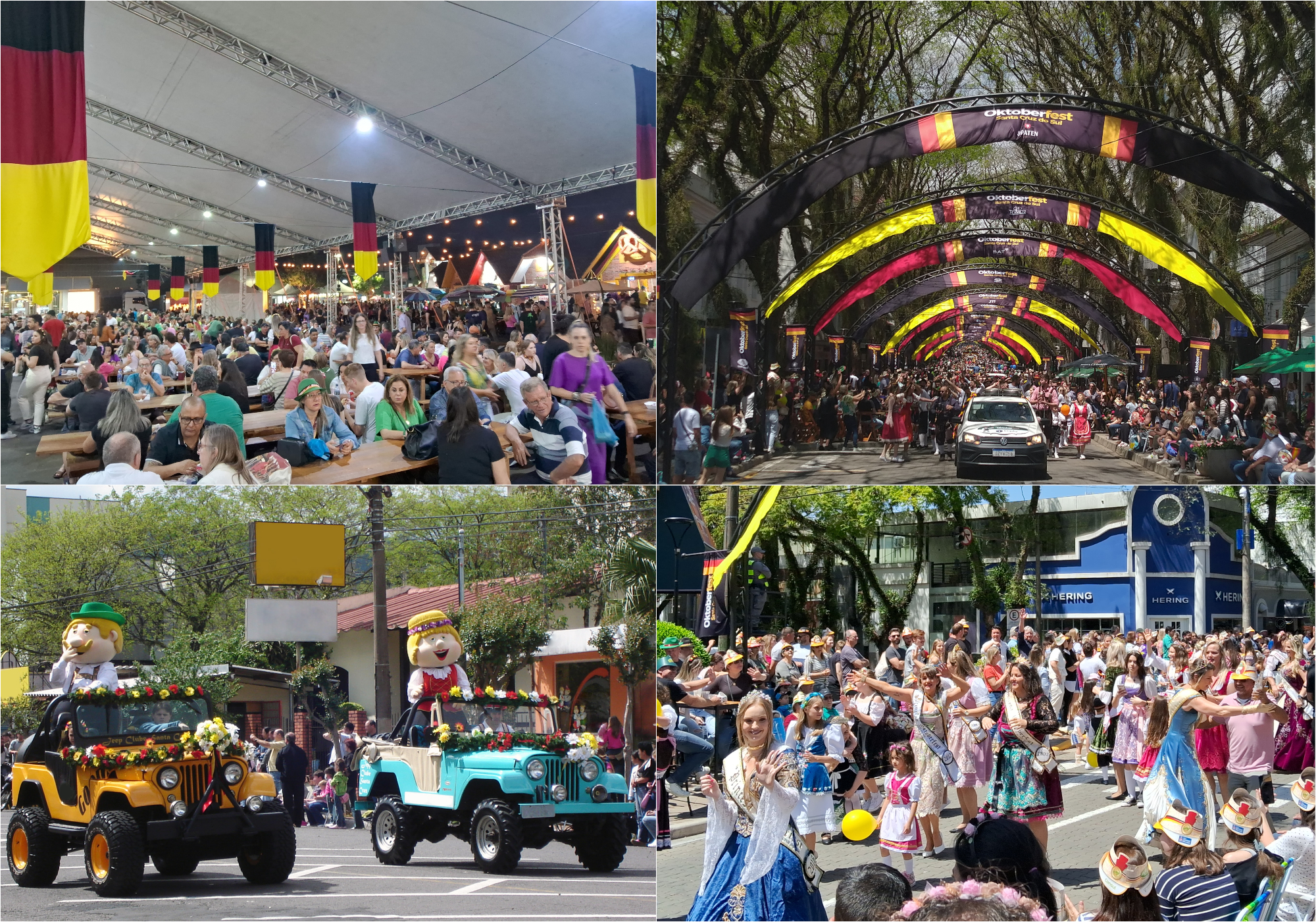
Oktoberfest in Santa Cruz do Sul (2023)

Das Oktoberfest von Santa Cruz do Sul findet jährlich im Oktober in Santa Cruz do Sul im brasilianischen Bundesstaat Rio Grande do Sul statt. Es ist eines der größten Feste des Landes und seit dem 4. Dezember 2006 offiziell ein Kulturerbe von Rio Grande do Sul.
Das Oktoberfest ist auf deutsche Traditionen aufgebaut und findet seit 1984 statt. Es konnte nur 1993 wegen finanzieller Schwierigkeiten und im Jahr 2020 wegen der COVID-19-Pandemie nicht stattfinden.
Das Oktoberfest folgte dem ehemaligen National Fume Festival (FENAF), das von 1966 bis 1978 gefeiert wurde.
Die Feierlichkeiten finden immer im Monat Oktober statt und dauerten in den letzten Jahren drei Wochen mit Pausen von einigen Wochentagen. In Brasilien gibt es weitere Oktoberfeste, z. B. in Igrejinha und Blumenau.
Als Veranstaltungsort findet das Oktoberfest parallel zu einer Messe statt, in der Händler, Bauern und Branchen der Region und des Landes ihre Produkte und Dienstleistungen ausstellen und verbreiten. Die Messe hatte bereits mehrere Namen, darunter FEICAP, Feirasul und Oktoberfeira. Musikshows finden auch vor Ort statt und die Wahl der Souveräne in einem Schönheitswettbewerb.
Das 38. Oktoberfest fand vom 5. Oktober bis 23. Oktober 2023 statt, hatte 400.000 Besucher und es wurden 184.000 Liter Bier verkauft.
Das 39. Oktoberfest im Oktober 2024 stand unter dem Motto der deutschen Einwanderung vor 200 Jahren und den 175. Jahrestag der Gründung von Santa Cruz do Sul.